# 阿蒂斯維爾
阿蒂斯維爾（Attiswil）是瑞士的城鎮，位於該國中部，由伯恩州負責管轄，面積7.64平方公里，一半土地是農地，海拔高度464米，2011年人口1,301，人口密度每平方公里170人。